# Parafia św. Michała Archanioła w Ornontowicach
Parafia św. Michała Archanioła w Ornontowicach – parafia w dekanacie Orzesze w archidiecezji katowickiej. Została erygowana w 1335 roku. W okresie reformacji przeszła w ręce ewangelików. Od 1963 kościół był filią parafii Dębieńsko. 1 maja 1911 ustanowiono w Ornontowicach kurację. Ponownie parafię erygowano 1 czerwca 1915 roku.

## Budowa kościoła
W 1578 w Ornontowicach wybudowano kościół drewniany, który został w 1892 rozebrany, ze względu na zły stan techniczny. Od razu przystąpiono do budowy nowego kościoła. Projekt murowanej świątyni wykonał radca budowlany Paul Jackisch z Bytomia. Kościół został poświęcony 24 września 1893, jako kościół filialny parafii Dębieńsko. 
W czasie II wojny światowej kościół doznał wielu uszkodzeń. Po wojnie został wyremontowany, dobudowano również dwie nowe zakrystie. 29 września 1963 kościół został konsekrowany przez biskupa Juliusza Bieńka.